# جون إريك فيسكر
جون إريك فيسكر (بالدنماركية: Knud Erik Fisker)‏ هو لاعب كرة قدم وحكم كرة قدم ومدرب كرة قدم دنماركي، ولد في 17 سبتمبر 1960.